# Cima Carega
Die Cima Carega ist mit 2259 m s.l.m. der höchste Berg der Caregagruppe in den Vizentiner Alpen. Sie liegt in der Provinz Trient.
Nur wenige Gehminuten vom Gipfel entfernt steht die Schutzhütte Mario Fraccaroli.